# Esponzués
Esponzués es una localidad del municipio de Corvera de Toranzo (Cantabria, España). En el año 2024 contaba con una población de 65 habitantes (INE). La localidad se encuentra a 259 metros de altitud sobre el nivel del mar, y a un kilómetro de la capital municipal, San Vicente de Toranzo.